# Ehud Manor
Ehud Manor (en hébreu: אהוד מנור, on lit Ehoud Manor, 13 juillet 1941 Binyamina - 12 avril 2005 Tel Aviv) est un parolier israélien, auteur des paroles de nombreuses chansons du répertoire de musique légère et pop israélienne (du genre "Zemer ivri" - "chanson hébraïque"), traducteur de nombreuses pièces de théâtre, de musiques, animateur à la radio et la télé, virtuose de la langue hébraïque.

## Biographie
Né sous le nom Ehud Weiner en 1941 dans le moshav Binyamina, il rejoint la radio nationale Kol Israël en 1962. Ehud Manor fit des études de psychologie et de langue et littérature anglaise à l'Université hébraïque de Jérusalem et  ensuite le second titre en littérature anglaise à Cambridge. Pendant des cours de médias de masse à New York il rencontre Ofra Fuchs, chanteuse et actrice, qui l'accompagnera jusqu'à la fin de sa vie.
En 1968, durant la guerre d'usure qui oppose Israël à son voisin égyptien, il perd son jeune frère Yehouda sur le front égyptien, et tirera de cet événement l'une des plus belles chansons du répertoire.
En 1971, il traduit la comédie musicale Hair.  Auteur prolifique, il écrit de nombreux textes de succès pour la grande majorité des chanteuses et chanteurs israéliens : Ilan et Ilanit, Yehudit Ravitz, Boaz Sharabi, Yardena Arazi, Ariel Zilber, Mati Kaspi, Sarit Hadad entre autres.
Une de ses chansons, A-Ba-Ni-Bi, dont la musique fut composée par Nurit Hirsh, remporte le Prix de l'Eurovision 1978 dans l'interprétation de Izhar Cohen.
Parlant couramment plusieurs langues étrangères (français, anglais, yiddish), il a traduit pour le public israélien quelques-uns des chefs-d’œuvre du théâtre européen et américain ("La Mégère apprivoisée", "La Nuit des rois", "Roméo et Juliette" de Shakespeare, "L'Avare", "Le Tartuffe", L'École des femmes  de Molière, "Le Gardien" de Harold Pinter
Il reçoit le Prix Israël en 1968, en tant qu'artiste national. En 2005, il est fait docteur honoris causa de l'université Bar-Ilan.
Au lendemain de son décès, nombre de ses chansons sont incorporées dans le programme de littérature israélienne dans les écoles et mises au programme du baccalauréat israélien.

## Liens externes

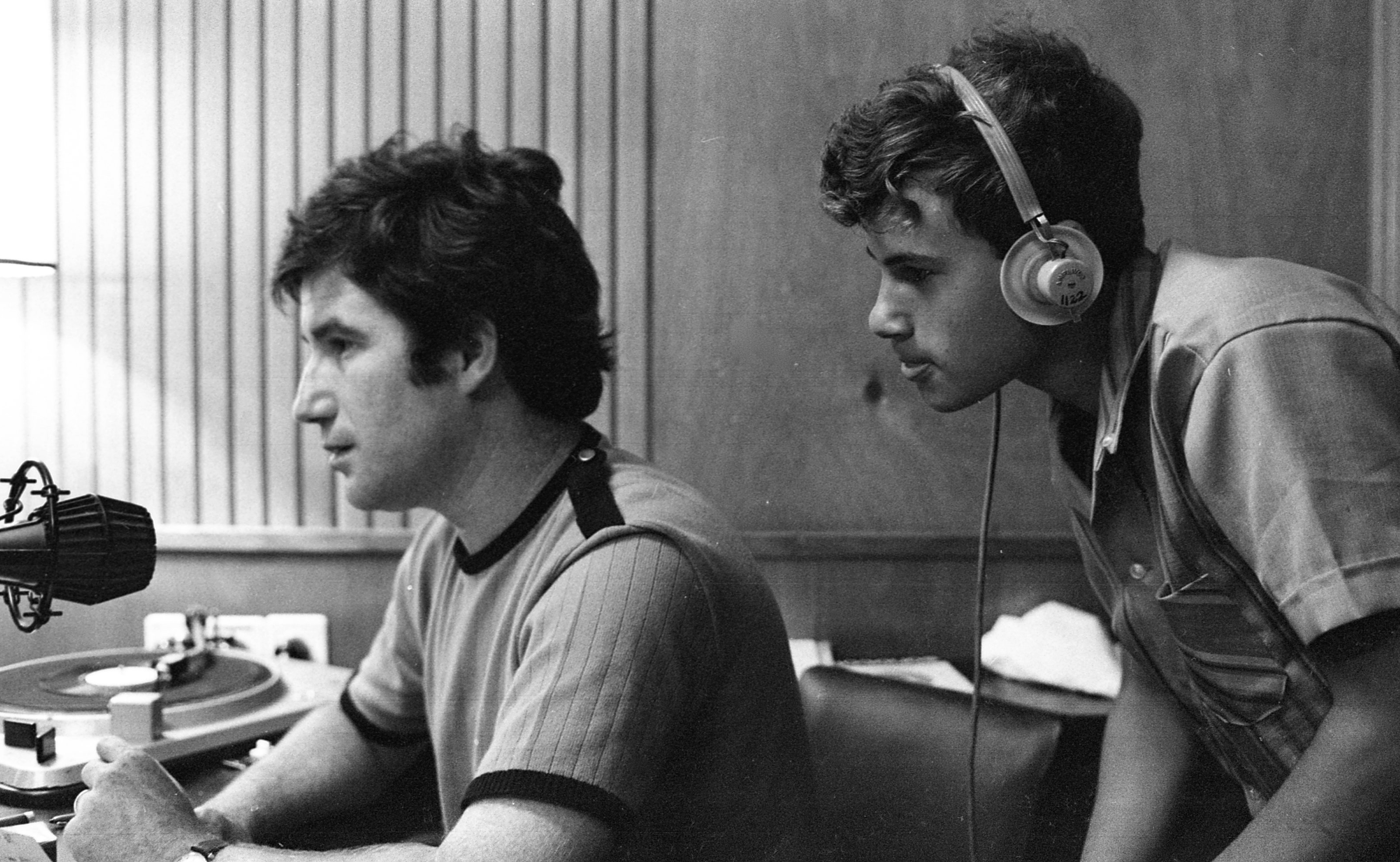
Ehud Manor, 1969